# ایپن شونین
ایپّن شونین (به ژاپنی: 一遍上人 Ippen); ۲۱ مارس ۱۲۳۹ – ۹ سپتامبر ۱۲۸۹) بهکشو بنیانگذار بوداگرایی ژاپنی یک شاخه از بوداگرایی پاک‌بوم اهل ژاپن بود.